# 21752 Джонтермон
21752 Джонтермон (21752 Johnthurmon) — астероїд головного поясу, відкритий 9 вересня 1999 року.
Тіссеранів параметр щодо Юпітера — 3,518.